# Oscar Harris
Oscar Harris (Albina, 30 november 1943) is een Surinaams-Nederlandse zanger. In de jaren zeventig was hij vermoedelijk de bekendste Surinaamse artiest in Nederland.

## Biografie
Toen Harris in 1963 naar Nederland kwam om te studeren voor architect/dominee vervulde hij ook zijn dienstplicht. Twee jaar later vervolgde hij zijn zangcarrière bij The Twinkle Stars, een vanuit Amsterdam opererende Surinaamse band. Met hun grootste hit Soldier's prayer stonden zij twee weken op nr. 1 in de Daverende Dertig. In totaal stond de single 15 weken in de hitlijst. Leadzanger Billy Jones verliet de groep in 1972; voor hem in de plaats kwam de toen 17-jarige Humphrey Campbell. In 1973 besloot Harris om de groep te verlaten om een solocarrière te beginnen.
In zijn jonge jaren moest de jonge Harris concurreren met de populaire Max Nijman uit Moengo. Zijn doorbraak kwam naar eigen zeggen toen hij Max Nijman mocht vervangen.
Na wat pieken en dalen en tijdelijke koppelingen aan zangeressen kwam aan het einde van de jaren zeventig zijn solocarrière goed van de grond. Hij scoorde in die tijd diverse hits met een mix van vrolijke, Caribisch getinte meezingers en zwoele soulballads. Zijn grootste hit uit die tijd was Song for the children die hem internationale bekendheid opleverde. Enkele pogingen om Nederland te mogen vertegenwoordigen op het Eurovisiesongfestival mislukten echter.
Halverwege de jaren 80 werd het rustiger rond Harris. Hij trad nog veel op in discotheken en voor de radio, soms ook onder begeleiding van het Metropole Orkest. In 2007 was de stem van Harris nog te horen in de Nederlandse versie van de Amerikaanse film Beestenboel.
In 2008 zong hij in het nummer Corduroy op het album Monarchs van de Haagse hiphopgroep Coup deVillz mee.
In 2013 kwam zijn lied Un egi pasi op nummer 4 terecht van de Srefidensi Top 38, een lijst die door een publieksjury werd gekozen ter gelegenheid van 38 jaar Surinaamse onafhankelijkheid.
In juli 2015 verscheen het album Soldiers prayer en andere poku's op het hiphop-label Top Notch. Dit album bevat zijn grote hits, plus een aantal liedjes in het Surinaams gezongen.
In 2021 nam hij samen met muzikant Frank Ong-Alok in Zutphen een speciale moederdag-single op: Sribi Yapon. Een cover van wereldhit Wonderful Tonight van Eric Clapton, maar dan met een geheel eigen Surinaamse tekst. Zutphenaar Ong-Alok speelde alle instrumenten in en zijn gezin zong mee in het nummer.

## Persoonlijk
Harris is getrouwd en heeft twee zoons.
Oscar Harris is de broer van schrijfster en onderwijzeres Ann Harris (1938-2012).

## Discografie

### Albums
- 1972 - Oscar Harris
- 1972 - Ballads, met Billy Jones en The Twinkle Stars
- 1973 - I Believe, met The Twinkle Stars en de Urker Zangers
- 1974 - 2
- 1974 - A day will come
- 1975 - Sing your freedom song
- 1976 - The best of Oscar Harris
- 1977 -  When friends say goodbye
- 1977 - De beste
- 1978 - One of a kind
- 1980 - Oscar Harris
- 1980 - Song for the children
- 1981 - Best
- 1982 - It takes two, Oscar & Debbie
- 1983 - Everybody loves somebody, Oscar & Debbie
- 1984 - Take good care of her
- 1987 - With lots of love
- 1988 - Love for the world
- 1993 - The very best of Oscar Harris & Debbie
- 1996 - Not the first time
- 2004 - Salsa romantica

### Singles
Hieronder staat een overzicht van de (meeste) singles die Harris uitbracht. Zijn grootste hits in de Nederlandse Top 40 waren  Try a little love (nummer 4), Soldiers prayer (nummer 2) en Song for the children (nummer 3). Van sommige singles verschenen ook Duitse versies, zoals Von Frieden reden (1978) en Sing ein Lied für den Kinder (1980).
- 1966 - Gloria (mie boto nanga lai), met The Twinkle Stars
- 1966 - Morokko, met The Twinkle Stars
- 1966 - I've got witnesses, met The Twinkle Stars
- 1969 - T.O.P., met The Twinkle Stars
- 1969 - Clap hands for baby, met The Twinkle Stars
- 1970 - Try a little love, met The Twinkle Stars
- 1970 - I believe, met The Twinkle Stars
- 1970 - Wientie groove part 1, met The Twinkle Stars
- 1970 - Alma, met The Twinkle Stars
- 1971 - Soldiers prayer, met The Twinkle Stars
- 1971 - How will you know, met The Twinkle Stars
- 1971 - Mr. Astronout, met The Twinkle Stars
- 1972 - Honey Conny, met The Twinkle Stars
- 1972 - Mary, met The Twinkle Stars
- 1972 - A war I never wanted, met The Twinkle Stars
- 1973 - I'll try my hand, met Billy Jones en The Twinkle Stars
- 1974 - Alta gracia
- 1974 - You are my love, met Yvy (Yvonne de Boer)
- 1975 - Morning side
- 1975 - Sing your freedom song
- 1975 - Come back to me
- 1976 - Since I met you baby
- 1976 - Someone loves you honey
- 1977 - I'm still in love with you
- 1977 - The hills of Bethlehem
- 1978 - Have yourself a merry little Christmas, met Cheyenne, Champagne, Maribelle, Barry Duncan, Allan Jeffers, Michael Robinson, Hein Simons, Lee Towers, Shirley Zwerus en het Volendams Operakoor
- 1978 - I wanna be where you are
- 1978 - I found out
- 1978 - My little Dorothy
- 1979 - Don't play that song
- 1980 - Song for the children
- 1980 - Disco calypso
- 1980 - Angie
- 1981 - Love is the word
- 1981 - True love, Oscar & Debbie
- 1982 - Dream on, Oscar & Debbie
- 1983 - Better world, Oscar & Debbie
- 1983 - Walk right back, Oscar & Debbie
- 1984 - As always
- 1985 - Be standing on your right
- 1985 - Baby don't get hooked on me
- 1987 - Two hearts, met Marjorie Barnes
- 1987 - Try a little love in everything you do
- 1988 - Keep on smiling
- 1988 - Let the birds sing
- 1989 - The wind beneath my wings
- 1995 - The medley (Try a little love / Since I met you baby / T.O.P. / Wait for me my love / Song for the children)
- 1996 - Rose of love
- 2006 - Relax (before doing snacks), met C-mon & Kypski
- 2007 - Quiero bailar
- 2009 - Shalom Salam, met Flower To The People
- 2010 - Song for Pakistan, faith hope and love, met Flower to the People
- 2010 - Maria's zoon
- 2021 - Sribi Yapon met Frank Ong-Alok, Fleur Tolman-Ong-Alok en dochters Amara en Aïsha

### NPO Radio 2 Top 2000
Van Oscar Harris stond alleen Try a little love in 1999 in de NPO Radio 2 Top 2000, op plek 1676.